# Gul juvelbuske
Gul juvelbuske (Cestrum aurantiacum) är en art i familjen potatisväxter.